# Calophysus macropterus
Calophysus macropterus — єдиний вид роду Calophysus родини Пласкоголові соми ряду сомоподібні. Інша назва «сом-стерв'ятник», у Бразилії зветься «піракатінга», в Колумбії — «мота», Болівії — «бланкільо». Раніше відносили до самостійної родини Calophysidae. Наукова назва походить від грецьких слів kalos, тобто «гарний», physa — «труба».

## Опис
Загальна довжина сягає 40 см. Голова коротка, дещо сплощена зверху, морда майже округла. Очі доволі великі. Є 3 пари вусів, з яких довгими є 1 пара верхніх вусів, 1 пара — на нижній щелепі. Ще 1 пара, з підборіддя, — коротка. Тулуб подовжений, дещо циліндричний. Спинний плавець невеликий, спрямовано назад, з 1 жорстким променем. Грудні плавці подовжені. Черевні дещо менші за останні. Жировий плавець довгий, округлий. Анальний плавець маленький. Хвостовий плавець широкий, короткуватий, верхні та нижні крайні промені видовжені.
Забарвлення спини та боків сірувате, по якому розкиданні численні сіро-коричневі великі плями. Черево білувате.

## Спосіб життя
Це демерсальна риба. Зустрічається в річках з прісною водою і помірною течією. Доволі витривала. Живиться переважно рибою, часто нападає на риб, що потрапили в рибальські сітки, а також тих, хто потрапив до ярусних сіток. Доволі агресивна риба. Здатна кусати й відривати шматки м'яса.

## Розповсюдження
Мешкає в басейні річок Амазонка і Оріноко.